# エリオット・B・ルーズベルト
エリオット・ブロック・ルーズベルト（Elliott Bulloch Roosevelt、1860年2月28日 - 1894年8月14日）は、アメリカ合衆国のソーシャライトである。第26代アメリカ合衆国大統領セオドア・ルーズベルトの弟であり、第32代大統領フランクリン・ルーズベルトの妻エレノア・ルーズベルトの父である。

## 若年期
エリオット・ルーズベルトはセオドア・ルーズベルト・シニア(1831–1878)とマーサ・“ミッティー”・スチュアート・ブロック(1835–1884)の間に生まれた4人の子供のうちの3番目の子供である。兄セオドア・ジュニアのほかに、姉のアンナ（通称ベイミー）と妹のコリーヌがいた。母の兄弟のアーバイン(1842–1898)とジェームズ(1823–1901)は南北戦争の南軍の退役軍人である。
エリオットは1875年9月にニューハンプシャー州コンコードのセント・ポールズ・スクールに入学した。学業成績は優秀だったが、病気のため退学し、実家に戻った。
兄セオドアとは常に競争関係にあった。若い頃は、学問においてエリオットの方が勝っていたが、最終的には大統領となった兄の方が大成した。この競争は、両者の子供の世代に持ち越された。
エリオットは生涯に渡り魅力的で愛嬌のある性格を保っていたが、その影で、若い頃から続けていた飲酒の習慣が次第に問題となっていった。

## 私生活

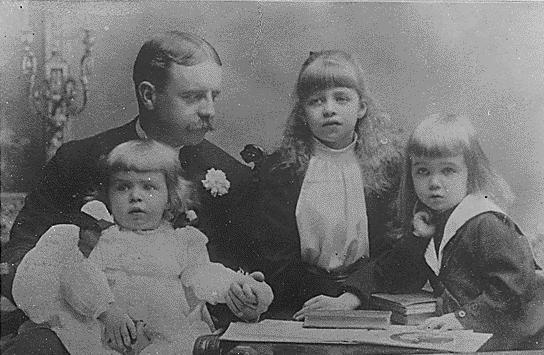
エリオットとその3人の子供。左からホール、エレノア、エリオット・ジュニア（1892年）

1876年と1877年にテキサスへ2度の狩猟旅行を行い、1878年に父が亡くなると、相続した財産でインドへ虎狩りに出かけるなど、エリオットは浪費を続けた。
1880年10月27日、兄セオドアがアリス・ハサウェイ・リーと結婚し、エリオットは兄のベストマン（新郎介添人）を務めた。
1883年、エリオットはヴァレンタイン・ホール・ジュニアの娘のアンナ・レベッカ・ホール(1863–1892)と結婚した。結婚式はニューヨークのカルバリー教会で1883年12月1日に行われた。アンナとの間に以下の3人の子供をもうけた。
- エレノア・ルーズベルト（1884年10月11日 - 1962年11月7日）[7]
- エリオット・ルーズベルト・ジュニア（1889年9月29日 - 1893年5月25日）[8]
- ホール・ルーズベルト（英語版）（1891年6月28日 - 1941年9月25日）[9]

1889年に第2子が生まれてから、エリオットの飲酒は酷くなり、ついにはアルコール依存症となった。なお、息子のホールも後にアルコール依存症になっている。アルコール依存症の治療のために、一家でオーストリアに移住し、3か月後にパリに移り住んだ。1889年に第3子が生まれてすぐ、アンナとエリオットは別居した。
1892年、別居中の妻のアンナがマンハッタンの自宅で死亡した。1893年にはエリオット・ジュニアが猩紅熱により3歳で死去した。
1892年、アルコール依存症のため、エリオットはバージニア州アビングドンの精神病院に入院させられた。入院の際は母の兄弟が付き添った。病院からは家に宛ててよく手紙を出していたが、その内容は主に娘のエレノアに対しての物だった。エリオットは数日間家に戻ることがあり、エレノアは大喜びした。
エリオットは、アンナが雇っていた若い使用人のケイティ・マンと関係を持ち、息子のエリオット・ルーズベルト・マン(1891-1976)が生まれた。兄セオドアは探偵を使ってその子供について調べさせ、1万ドルでケイティと示談を成立させた。この金額は子供のために信託されたが、マン家によれば、ケイティの弁護士がこの金を略奪したと見られ、エリオット・マンは一切受け取っていないという。エレノアは異母弟のエリオット・マンと文通をしていた。

## 死去
1894年8月13日、34歳のエリオットは自殺を図って窓から飛び降りた。このときは一命をとりとめたものの、翌日、心臓発作を起こし、その日の夜に心不全で死亡した。このときにはアルコール依存症が更に悪化しており、毎日シャンパンとブランデーのボトルを何本も開けていた。遺体は、妻のアンナとともに、ニューヨーク州ティボリのセント・ポール・エピスコパル教会にある母方のホール家の納骨所に埋葬された。残された2人の子供は、ニューヨーク州ティボリのホール家で育てられた。